# Porcelana de Kutani

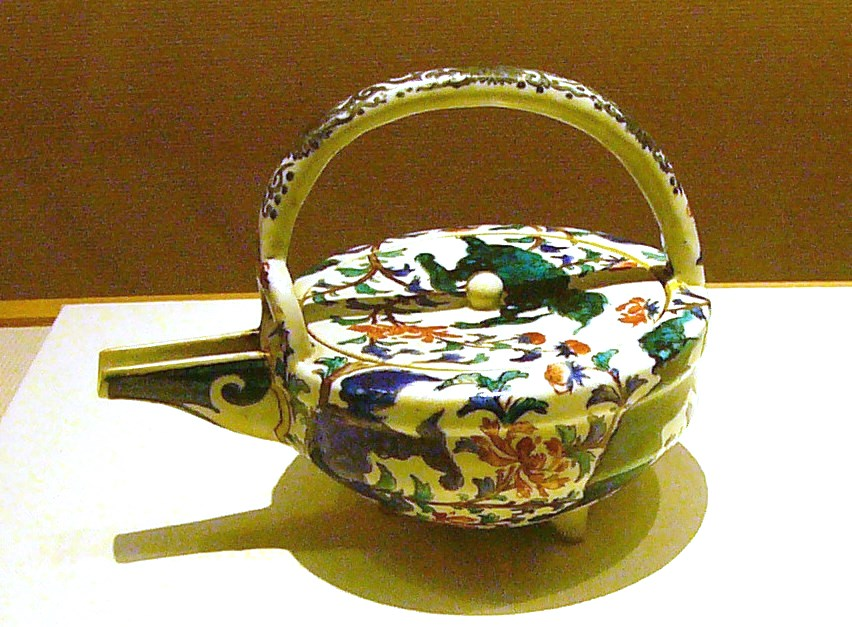
Porcelana de Kutani

La porcelana de Kutani (九谷焼 Kutani-yaki?) es un tipo de porcelana japonesa esmaltada que toma su nombre de la localidad homónima (hoy parte de la ciudad de Kanazawa, prefectura de Ishikawa). Las primeras piezas datan de mediados del siglo XVII y su producción se extiende hasta la actualidad. 
Las porcelanas del pintor Kusuni Morikage, caracterizadas por un dibujo decorativo muy bien definido por la línea negra del contorno, gozaron de gran éxito. La porcelana de Kutani se hizo famosa en una exhibición en 1873, expuesta a todo el mundo e hizo que se volviera popular en Occidente. Uno de los mayores coleccionistas de esta porcelana, hoy en día, es el americano John Wocher, nacionalizado japonés

## Características
La porcelana se caracteriza por la técnica de pintar en un grosor de cinco colores (rojo, amarillo, verde, morado y azul oscuro) y reflejar la belleza de la naturaleza, mayoritariamente flores y aves, en gran parte de su superficie.

## Aves en la porcelana de kutani
Las aves como un motivo importante del estilo de kutani, aparecen con frecuencia marcadas en la porcelana, Producida/encargada muchas de ellas. Los motivos de las aves en la porcelana con la técnica inkwash luz, sugiere el estilo Yokohama con una fuerte influencia kutani, durante el periodo de exportación.

## Marcas en la porcelana de kutani
Las marcas en esta porcelana pueden estar en cualquier color, pero el más dominante es el rojo, aunque el negro pintado sobre el verde y el oro pintado sobre el rojo son comunes también. Hay varios tipos de marcas, que son: la incisión, el impresionado, el vidriado, el esmalte o el rotulador. Estas marcas pueden estar centradas, fuera del centro, en un círculo, en una plaza, en un doble cuadrado, en un rectángulo, etc o pueden aparecer en el reverso o el frente de una pieza, o en ambos lugares al mismo tiempo.  La marca puede ser un lugar, un nombre de una persona, artista, alfarero, un horno etc. Algunas marcas son imágenes y no palabras, o ninguna de las anteriores.

## Localización
Hay platos u otras piezas de orfebrería distribuidas por todo el mundo(en escasa cantidad) pero las más importantes que se conservan son, un plato en el Museo de Bellas Artes de Boston y otro, decorado con flores y aves, en el Museo Nacional de Tokio.